# Ljubač

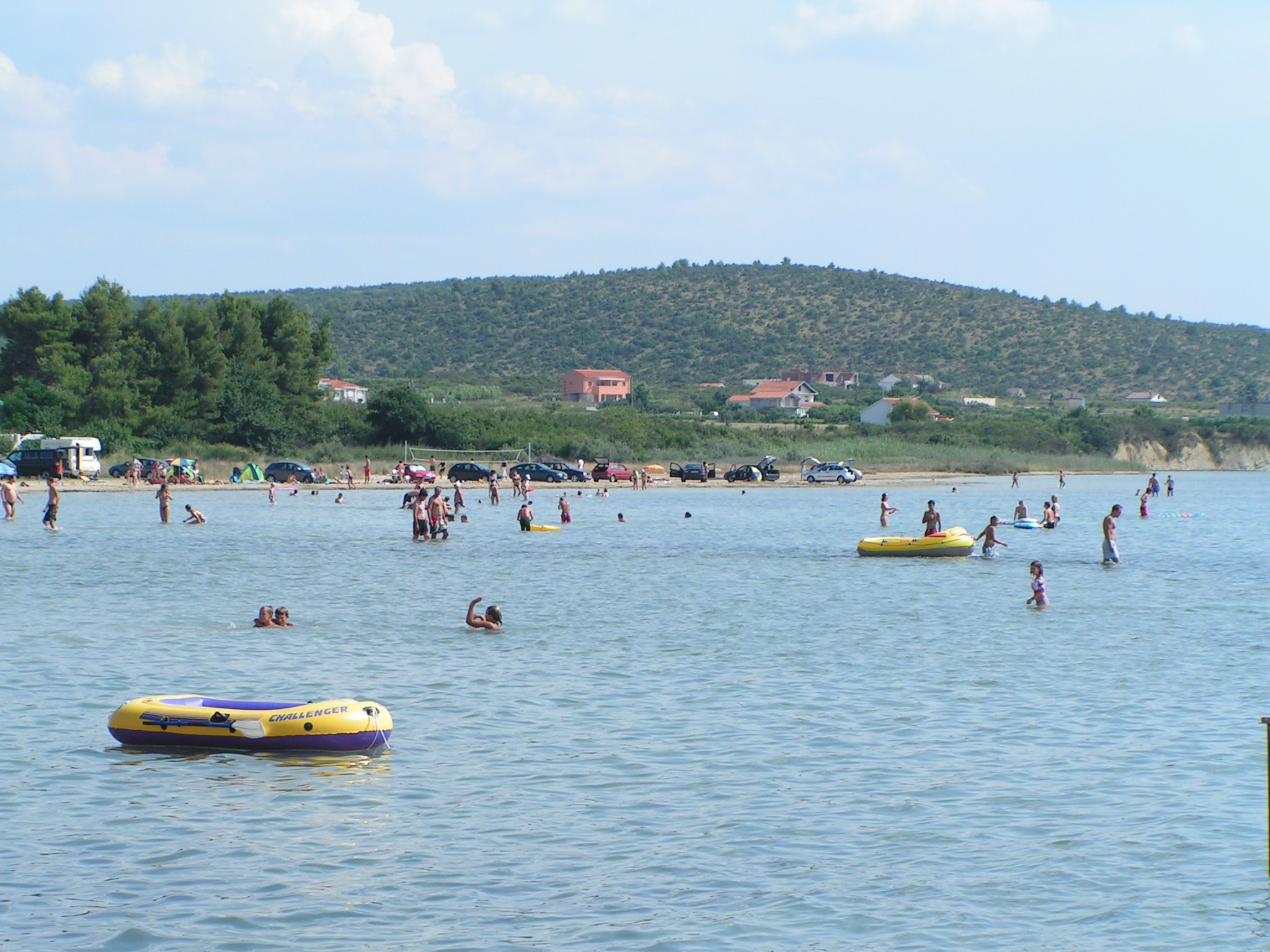
Pláž ve Ljubači

Ljubač (italsky Gliuba) je vesnice a přímořské letovisko v Chorvatsku v Zadarské župě, spadající pod opčinu Ražanac. Nachází se asi 6 km jihozápadně od Ražanace. V roce 2011 zde trvale žilo 475 obyvatel.
Jedinou sousední vesnicí je Krneza. Kromě hlavní části zahrnuje Ljubač také vesnice Ljubački Stanovi a Podvršje.